# 鋼管通
鋼管通（こうかんどおり）は、神奈川県川崎市川崎区の町名。住居表示に関する法律に基づく住居表示が実施され、1～5丁目が設けられている。
町名は、日本鋼管（現：JFEスチール東日本製鉄所）の職工の通勤の道が設けられたことに由来する。

## 地理
川崎区の西部に位置し、南北にやや長い町域を持つ。東は浜町1・2丁目、北は大島上町・追分町、西は田島町・小田栄2丁目、南は南渡田町に隣接する。面積は418936.48m2。
道路名称としての鋼管通りは、川崎駅東口から扇町方面に伸びる新川通りの追分交差点で南に分かれ、浜川崎駅方面へ伸びる街路である。通りの西側が1・3丁目、東側が2丁目。3丁目から市電通りを挟んだ南西側が4丁目となり、さらに産業道路を挟んだ南側が5丁目となる。1～4丁目には住宅が多く、鋼管通り・市電通り沿いには商店も立ち並ぶ。1丁目北部に日本鋼管病院、2丁目に川崎区役所田島支所、3丁目には川崎渡田郵便局がある。5丁目には中小の工場・住宅のほか川崎鶴見臨港バス浜川崎営業所、JR浜川崎駅の南武支線ホーム（鶴見線ホームは南渡田町に所在）、変電所などが所在する。

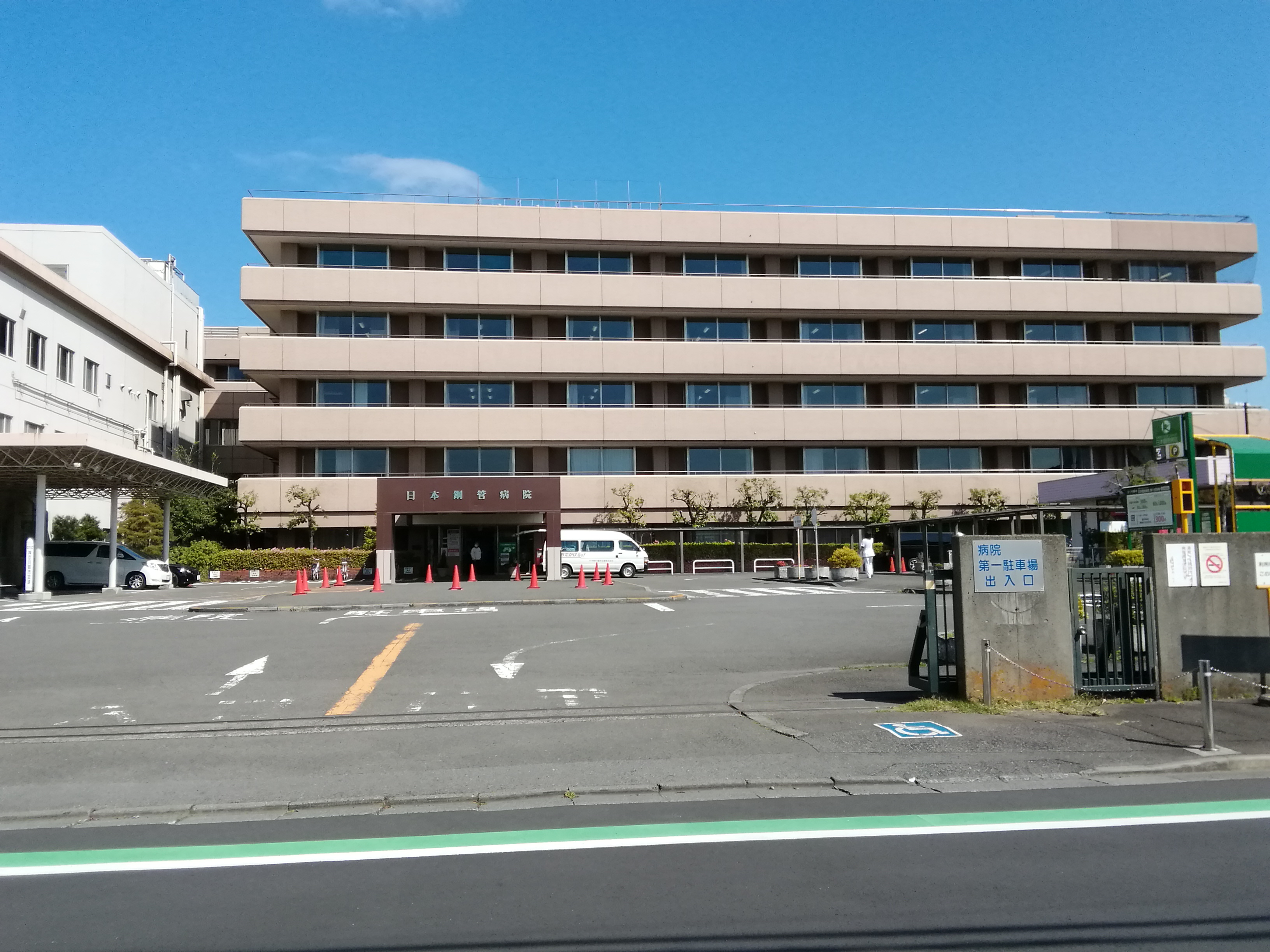
日本鋼管病院
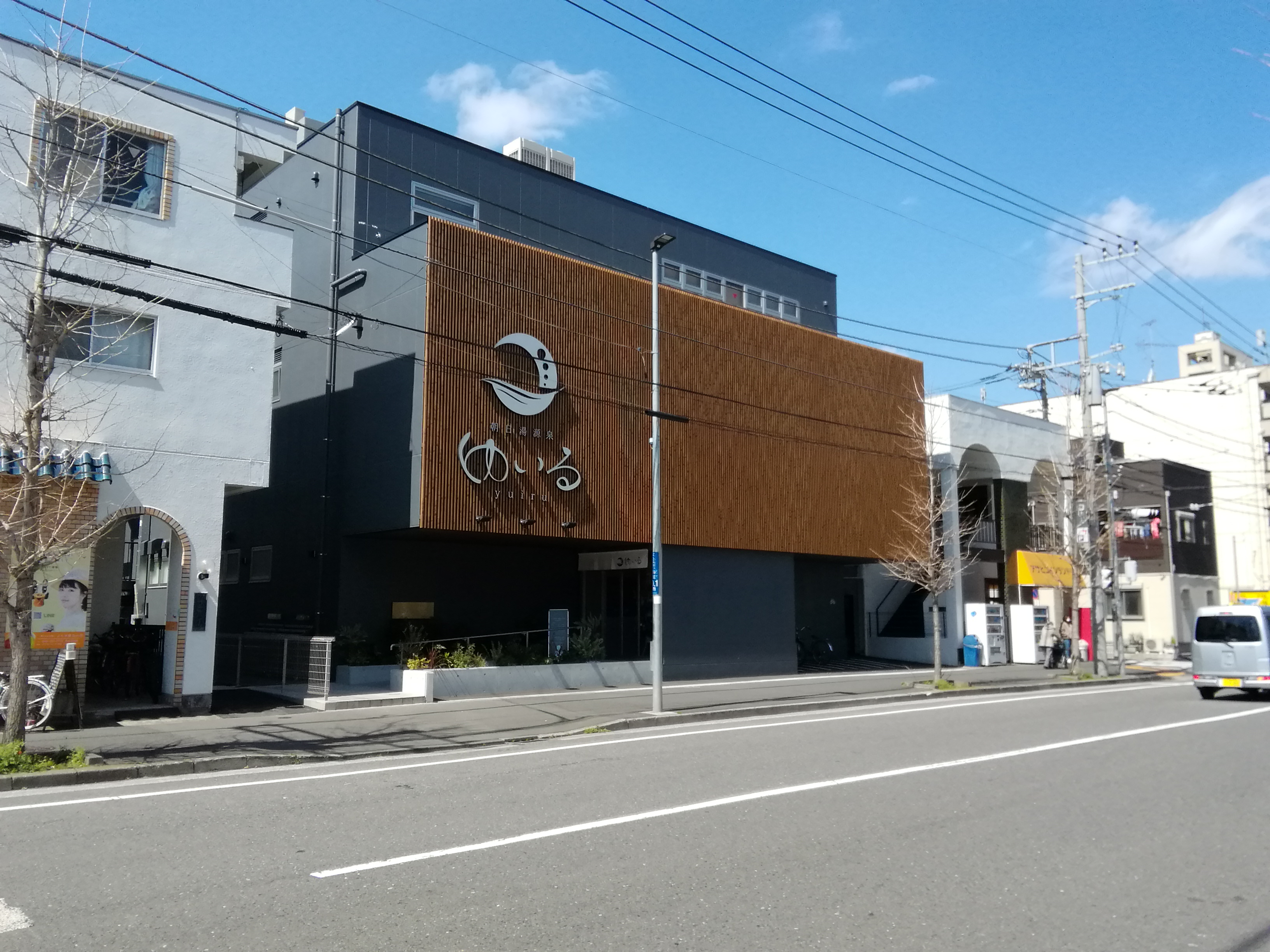
鋼管通り沿いの日帰り温泉。2021年に、銭湯からリニューアルした。
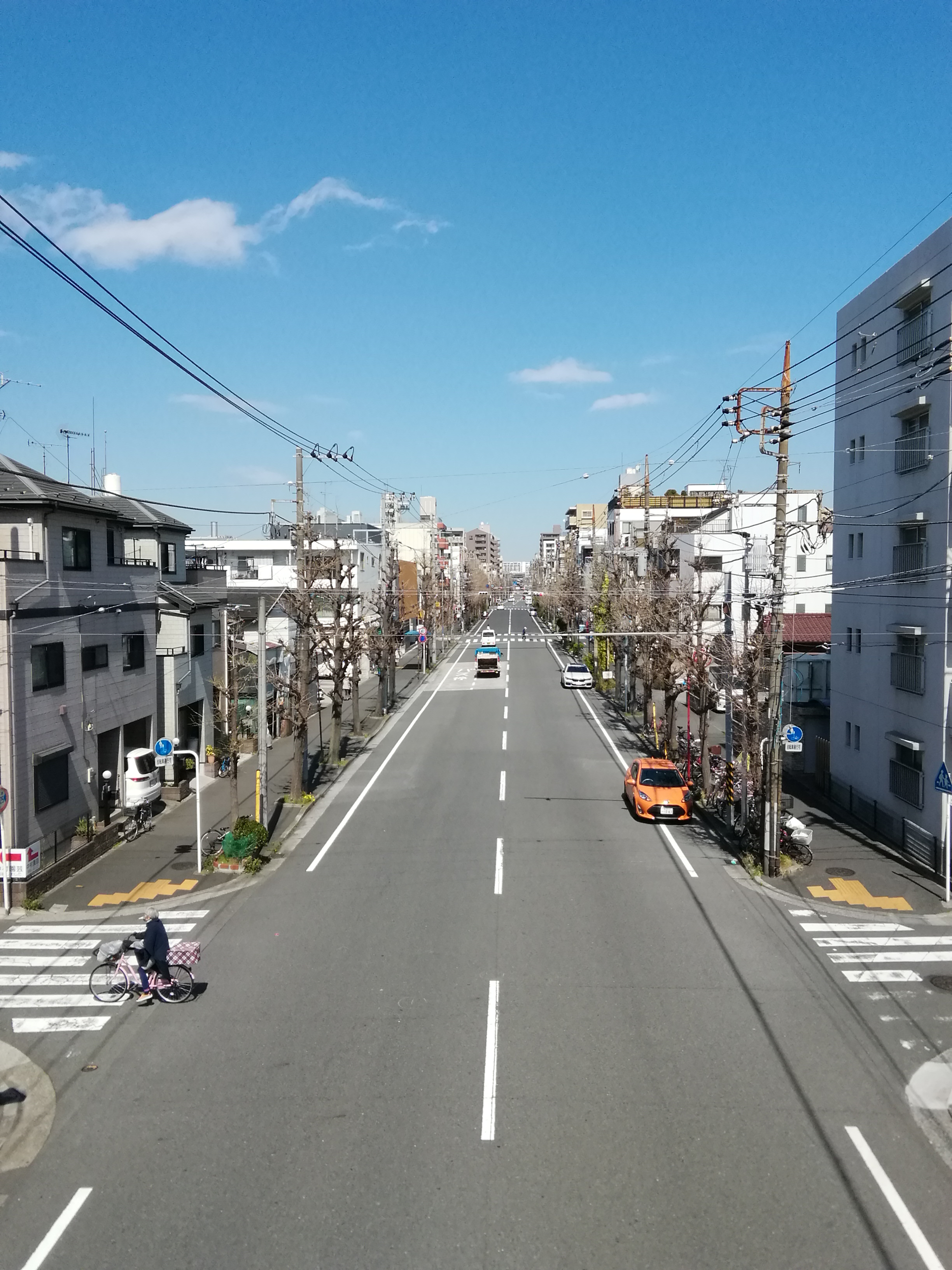
臨港中学校前の歩道橋から追分方面を望む。

## 歴史
『新編武蔵風土記稿』に記された村名のうち、大島村・渡田村の各一部にあたる。1889年（明治22年）4月1日、町村制の施行により渡田村、大島村および周辺の村が合併して橘樹郡田島村が成立した。1913年（大正2年）、旧渡田村若尾新田に日本鋼管の製鉄所が完成すると、職工は湿地帯の中を歩いて、技師や経営者は人力車で通勤した。1914年には鋼管新道が開通して通勤の問題が解決するとともに、周辺に鋼管住宅や商店が建つようになる。
1923年（大正12年）6月1日に田島村は町制を施行し、田島町となる。1927年（昭和2年）4月には、田島町が川崎市に編入された。1937年に日本鋼管病院開院。鋼管通の町名がついたのは1938年（昭和13年）で、当初は1～3丁目が設けられた。1972年（昭和47年）4月1日には川崎市が政令指定都市に移行したことにより、川崎市川崎区鋼管通となる。1973年の住居表示実施の際には下の表のように複雑な町域の再編成が行われた。
| 1973年以降  | 1938年～1973年                                                       |
| ----------- | -------------------------------------------------------------------- |
| 鋼管通1丁目 | 大島1丁目および、東渡田1～5丁目の各一部                              |
| 鋼管通2丁目 | 鋼管通1・2丁目の各一部、浜町1・2丁目の各一部、東渡田4・5丁目の各一部 |
| 鋼管通3丁目 | 東渡田3・5丁目の各一部                                               |
| 鋼管通4丁目 | 東渡田3・5丁目の各一部および南渡田町の一部                           |
| 鋼管通5丁目 | 東渡田3・5丁目の各一部および南渡田町の一部、鋼管通3丁目の一部        |

## 世帯数と人口
2025年（令和7年）6月30日現在（川崎市発表）の世帯数と人口は以下の通りである。
| 丁目        | 世帯数    | 人口    |
| ----------- | --------- | ------- |
| 鋼管通1丁目 | 1,169世帯 | 2,156人 |
| 鋼管通2丁目 | 772世帯   | 1,373人 |
| 鋼管通3丁目 | 668世帯   | 1,233人 |
| 鋼管通4丁目 | 466世帯   | 849人   |
| 鋼管通5丁目 | 27世帯    | 42人    |
| 計          | 3,102世帯 | 5,653人 |

### 人口の変遷
国勢調査による人口の推移。
| 年                 | 人口  |
| ------------------ | ----- |
| 1995年（平成7年）  | 6,094 |
| 2000年（平成12年） | 5,894 |
| 2005年（平成17年） | 6,079 |
| 2010年（平成22年） | 6,190 |
| 2015年（平成27年） | 6,016 |
| 2020年（令和2年）  | 5,638 |

### 世帯数の変遷
国勢調査による世帯数の推移。
| 年                 | 世帯数 |
| ------------------ | ------ |
| 1995年（平成7年）  | 2,470  |
| 2000年（平成12年） | 2,445  |
| 2005年（平成17年） | 2,599  |
| 2010年（平成22年） | 2,695  |
| 2015年（平成27年） | 2,720  |
| 2020年（令和2年）  | 2,789  |

## 学区
市立小・中学校に通う場合、学区は以下の通りとなる（2025年1月時点）。
| 丁目        | 番・番地等 | 小学校             | 中学校             |
| ----------- | ---------- | ------------------ | ------------------ |
| 鋼管通1丁目 | 1〜2番     | 川崎市立田島小学校 | 川崎市立渡田中学校 |
| 鋼管通1丁目 | 3～27番    | 川崎市立渡田小学校 | 川崎市立臨港中学校 |
| 鋼管通2丁目 | 全域       | 川崎市立大島小学校 | 川崎市立臨港中学校 |
| 鋼管通3丁目 | 全域       | 川崎市立渡田小学校 | 川崎市立臨港中学校 |
| 鋼管通4丁目 | 全域       | 川崎市立渡田小学校 | 川崎市立臨港中学校 |
| 鋼管通5丁目 | 全域       | 川崎市立渡田小学校 | 川崎市立臨港中学校 |

## 事業所
2021年（令和3年）現在の経済センサス調査による事業所数と従業員数は以下の通りである。
| 丁目        | 事業所数  | 従業員数 |
| ----------- | --------- | -------- |
| 鋼管通1丁目 | 76事業所  | 1,696人  |
| 鋼管通2丁目 | 36事業所  | 292人    |
| 鋼管通3丁目 | 39事業所  | 266人    |
| 鋼管通4丁目 | 43事業所  | 510人    |
| 鋼管通5丁目 | 16事業所  | 249人    |
| 計          | 210事業所 | 3,013人  |

### 事業者数の変遷
経済センサスによる事業所数の推移。
| 年                 | 事業者数 |
| ------------------ | -------- |
| 2016年（平成28年） | 236      |
| 2021年（令和3年）  | 210      |

### 従業員数の変遷
経済センサスによる従業員数の推移。
| 年                 | 従業員数 |
| ------------------ | -------- |
| 2016年（平成28年） | 3,092    |
| 2021年（令和3年）  | 3,013    |

## 交通
鋼管通りには「鋼管病院前」「鋼管通2丁目」「臨港中学校前」の停留所があり、川崎駅前からの臨港バスが利用できる。市電通りの「鋼管通3丁目」バス停も、川崎駅前からの臨港バス・川崎市営バスが発着する。町の南端の浜川崎駅からJR南武支線・鶴見線も利用可能である。

## その他

### 日本郵便
- 郵便番号 : 210-0852[3]（集配局 : 川崎港郵便局[21]）

### 警察
町内の警察の管轄区域は以下の通りである。
| 丁目        | 番・番地等 | 警察署         | 交番・駐在所 |
| ----------- | ---------- | -------------- | ------------ |
| 鋼管通1丁目 | 1番、2番   | 川崎警察署     | 大島町交番   |
| 鋼管通1丁目 | 上記以外   | 川崎臨港警察署 | 浜町交番     |
| 鋼管通2丁目 | 全域       | 川崎臨港警察署 | 浜町交番     |
| 鋼管通3丁目 | 全域       | 川崎臨港警察署 | 浜町交番     |
| 鋼管通4丁目 | 全域       | 川崎臨港警察署 | 浜町交番     |
| 鋼管通5丁目 | 全域       | 川崎臨港警察署 | 浜町交番     |

## 関連文献
- 「渡田村」『新編武蔵風土記稿』 巻ノ71橘樹郡ノ14、内務省地理局、1884年6月。NDLJP:763985/38。
- 「大島村」『新編武蔵風土記稿』 巻ノ71橘樹郡ノ14、内務省地理局、1884年6月。NDLJP:763985/42。